# Río Cerro Blanco
El río Cerro Blanco es un curso natural de agua que nace cerca de la frontera internacional de la Región de Coquimbo, fluye en dirección general oeste y desemboca en el río Los Pelambres
Luis Risopatrón lo describe como formativo del río Cuncumén en su Diccionario Jeográfico de Chile.

## Trayecto
El río Cerro Blanco se origina en el portezuelo del mismo Nombre, que baja desde el E en la cordillera de los Andes. En su corto recorrido de sólo 10 km, el Cerro Blanco engruesa su caudal con aguas de escasa significación y desesemboca en el río Los Pelambres.: 286 

## Historia
Luis Risopatrón lo describe en su Diccionario Jeográfico de Chile (1924) sobre el río:
Cerro Blanco (Rio de). Es de corto curso i caudal, nace en el portezuelo del mismo nombre, corre hacia el W i se junta con el de Los Pelambres, para formar él dé Cuncumen, del Choapa; el sendero de subida del cajón es inadecuado para el tránsito con animales cargados, pues tiene algunos saltos, con piedras, que son espuestos i después de pasada la quebrada de Las Gualtatas, las repechadas se hacen en terreno suelto i los animales necesitan un largo descanso para seguir, después de vadeado el estero Blanco. 2, 34, p. 379; 127; i 156; i estero en 119, p. 54; i 134.